# Popko Noordhoff
Popko Noordhoff (Groningen, 11 augustus 1833 – aldaar, 12 september 1903) was een Nederlands uitgever.

## Leven en werk
Noordhoff werd in 1833 in Groningen geboren als zoon van de blikslager Jakob Noordhoff en Elizabeth Leusingh. Hij trouwde op 28 november 1863 in Groningen met Carolina Louise Brugsma, de dochter van de directeur van de kweekschool voor onderwijzers te Groningen, Berend Brugsma.
Na zijn opleiding aan de Latijnse school begon Noordhoff als leerling bij achtereenvolgens de Groningse boekhandelaren M. Smit en W. van Boekeren en de Zutphense boekhandelaar A.E.C. van Someren. In 1858 besloot hij om zich als zelfstandig boekverkoper in de Herestraat in Groningen te vestigen. In 1862 wist hij door overname van een bedrijf zijn positie als boekverkoper te verstevigen. Ook verkreeg hij door deze overname een betere ingang naar Duitse uitgeverijen. In 1868 overleed zijn schoonvader. Het jaar daarop verkreeg hij het pand van zijn schoonvader aan de Oude Boteringestraat, waarin ook de kweekschool was gehuisvest. Dit stelde hem in de gelegenheid om zijn magazijn met de boekenvoorraad aanzienlijk uit te breiden.
Naast het verkopen van boeken richtte Noordhoff zich vanaf 1862/1865 op het uitgeven van boeken en periodieken. Hij specialiseerde zich op een tweetal terreinen: onderwijs en theologie. Op het gebied van de theologie gaf hij werken uit van de Groninger School, met als voornaamste representanten de hoogleraren Hofstede de Groot en Muurling. Ook nam hij de uitgave van het maandschrift "Waarheid in Liefde” van de Groninger School over van de uitgeverij J. Oomkens en Zn, eveneens gevestigd in Groningen. Op onderwijsgebied begon Noordhoff met het uitgeven van enkele periodieken. Hij specialiseerde zich vervolgens met het uitgeven van kleine schoolboeken. Door in 1872 op dit gebied met de zoon van zijn vroegere werkgever Smit te gaan samenwerken versterkte hij zijn positie als uitgever van leerboeken. In 1888 nam Noordhoff het aandeel van Smit over.
Noordhoff verhuisde in 1888 met zijn gezin van de Oude Boteringestraat naar het pand aan de Hereweg 1, dat hij door de architecten J.C. Wegerif en P.M.A. Huurman ingrijpend had laten verbouwen.
Noordhoff was landelijk actief als bestuurslid van de Vereeniging ter bevordering van de belangen des Boekhandels. In Groningen was hij voorzitter van het Groninger Boekverkoopers College. In die rol was hij nauw betrokken bij de realisering van het Typografengasthuis aan de Petrus Campersingel. Noordhoff vervulde diverse bestuurlijke functies op charitatief gebied, zo was hij bestuurslid van Huize Weltevreden in Harendermolen, een wat toen genoemd werd huis van weldadigheid voor de verpleging van behoeftige wezen, oude mannen en oude vrouwen.
Noordhoff overleed in 1903 op 70-jarige leeftijd in zijn woonplaats Groningen. Zijn zoon Jakob Noordhoff (1870 – 1942) kreeg na zijn overlijden de leiding over het bedrijf.

## Latere ontwikkelingen
Behalve de uitgeverij van Noordhoff in de Oude Boteringestraat was in dezelfde straat de uitgeverij Wolters, gesticht in 1836 door Jan Berend Wolters, gevestigd. Beide bedrijven zouden in 1968 fuseren tot de uitgeverij Wolters-Noordhoff (vanaf 31 maart 2008 Noordhoff Uitgevers).